# شهر سئول
«شهر سئول» (انگلیسی: Seoul City) ترانه‌ای از جنی، خواننده و رپر اهل کره جنوبی است. این ترانه در ۷ مارس ۲۰۲۵ از طریق آد آتلیه و کلمبیا رکوردز به عنوان یکی از قطعه‌های نخستین آلبوم استودیویی جنی با عنوان روبی (۲۰۲۵) منتشر شد. موزیک ویدئوی این ترانه به کارگردانی داسوم هان ساخته شد و در ۲۶ آوریل در کانال یوتیوب رسمی جنی بارگذاری شد.

## پیش‌زمینه و انتشار
جنی پس از پایان همکاری با وای‌جی انترتینمنت برای فعالیت‌های انفرادی، در نوامبر ۲۰۲۳ شرکت ضبط مستقل خود را با نام آد آتلیه تأسیس کرد. سپس در سپتامبر ۲۰۲۴ با همکاری آد آتلیه به عنوان هنرمند انفرادی با کلمبیا رکوردز قرارداد امضا کرد. جنی در ۲۱ ژانویه ۲۰۲۵ رسماً نخستین آلبوم استودیویی خود با عنوان روبی را معرفی کرد. او در ۱۸ فوریه فهرست قطعه‌های آلبوم را منتشر کرد که در آن، ترانهٔ «شهر سئول» به عنوان سیزدهمین قطعه قرار داشت. این ترانه به‌همراه آلبوم روبی در ۷ مارس بر روی پلتفرم‌های دیجیتال و استریم منتشر شد.

## تولید و ضبط
«شهر سئول» توسط جنی، بدرایا «بی‌بی» بورِلی، کارلی گیبرت و تهیه‌کنندگان قطعه شامل مایلز ادوارد هریس (معروف به مانی‌گوفورمایلز)، بریلین فیلیپ بومن (معروف به ری‌سورس)، زریوس گیتنز (زریوس) و مایکل لن ویلیامز دوم (معروف به مایک ویل مید ایت) نوشته شده است. به گفتهٔ بومن، ایدهٔ اولیهٔ بیت این ترانه در سال ۲۰۱۹ شکل گرفت؛ زمانی که ویلیامز به دنبال بیت‌هایی برای مایلی سایرس بود. بومن در ابتدا تصور می‌کرد این ترانه حال‌وهوای «سایکدلیک راک با حال‌وهوای بلوز و کمی سول» داشته باشد. او یک لوپ درام زنده را با ملودی گیتار از گیتنز ساخت و خطوط بیس و کیبورد زنده را به آن اضافه کرد. این ضبط به ویلیامز فرستاده شد و سپس به هریس منتقل شد. هریس از آن به عنوان سمپل استفاده کرد و با افزودن ضرب‌آهنگ تندتر، صداهای ۸۰۸، کلاه‌های های‌هت، اسنر و یک ملودی جدید، آن را به بیتی با فضای «جشنواره‌ای» تبدیل کرد. او سپس این بیت را به ویلیامز بازگرداند و در نهایت، جنی در یکی از جلسات استودیویی‌اش با چند ترانه‌سرا، این بیت را انتخاب کرد. بومن بعداً از اینکه نسخهٔ نهایی ترانه عناصر «راک و سول» را حفظ کرده و در یک قطعهٔ کی پاپ به کار رفته، ابراز شگفتی کرد. هریس نیز از جنی بابت این‌که ترانه را «از نظر صوتی و آوازی دقیقاً به جایی رساند که باید می‌رسید»، تحسین کرد.